# Argentijnse presidentsverkiezingen 2023
De Argentijnse presidentsverkiezingen in 2023 vinden plaats in twee rondes waarvan de eerste werd gehouden op 22 oktober. De eerste ronde werd gewonnen door Sergio Massa van de partij Frente Renovador, van Javier Milei van de partij Partido Libertario. De tweede ronde vond plaats op 19 november tussen deze twee kandidaten en deze ronde werd gewonnen door Milei.

## Kaart

Uitslag eerste ronde per provincie en departement
Uitslag eerste ronde per departement

## Uitslag
| Kandidaat                                                             | Partij                  | Vice                    | Partij                  | Coalitie                | 1e ronde   | 1e ronde   | 2e ronde      | 2e ronde      |
| Kandidaat                                                             | Partij                  | Vice                    | Partij                  | Coalitie                | Stemmen    | Percentage | Stemmen       | Percentage    |
| --------------------------------------------------------------------- | ----------------------- | ----------------------- | ----------------------- | ----------------------- | ---------- | ---------- | ------------- | ------------- |
| Javier Milei                                                          | PL                      | Victoria Villarruel     | PD                      | LLA                     | 8.034.990  | 29,99      | 14.476.462    | 55,69         |
| Sergio Massa                                                          | FR                      | Agustín Rossi           | PJ                      | UP                      | 9.853.492  | 36,78      | 11.516.142    | 44,30         |
| Patricia Bullrich                                                     | PRO                     | Luis Petri              | UCR                     | JxC                     | 6.379.023  | 23,81      | Geen deelname | Geen deelname |
| Juan Schiaretti                                                       | PJ                      | Florencio Randazzo      | HACER                   | HNP                     | 1.802.068  | 6,73       | Geen deelname | Geen deelname |
| Myriam Bregman                                                        | PTS                     | Nicolás del Caño        | PTS                     | FIT-U                   | 722.061    | 2,69       | Geen deelname | Geen deelname |
| Totaal geldige stemmen                                                | Totaal geldige stemmen  | Totaal geldige stemmen  | Totaal geldige stemmen  | Totaal geldige stemmen  | 26.791.634 | 96,99      | 25.992.604    | 96,75         |
| Blancostemmen                                                         | Blancostemmen           | Blancostemmen           | Blancostemmen           | Blancostemmen           | 597.051    | 2,16       | 417.515       |               |
| Ongeldige stemmen                                                     | Ongeldige stemmen       | Ongeldige stemmen       | Ongeldige stemmen       | Ongeldige stemmen       | 235.235    | 0,85       | 438.681       |               |
| Totaal aantal stemmen                                                 | Totaal aantal stemmen   | Totaal aantal stemmen   | Totaal aantal stemmen   | Totaal aantal stemmen   | 27.623.920 | 77,05      |               | 76,00         |
| Onthoudingen                                                          | Onthoudingen            | Onthoudingen            | Onthoudingen            | Onthoudingen            | 8.230.202  | 22,95      |               |               |
| Totaal stemgerechtigden                                               | Totaal stemgerechtigden | Totaal stemgerechtigden | Totaal stemgerechtigden | Totaal stemgerechtigden | 35.854.122 | 100,00     | 35.912.841    | 100,00        |
| Bron: (es) Wikipedia - Elecciones presidenciales de Argentina de 2023 |                         |                         |                         |                         |            |            |               |               |